# VfV Borussia 06 Hildesheim
VfV Borussia 06 Hildesheim is een voetbalvereniging uit Hildesheim in de Duitse deelstaat Nedersaksen. De huidige club is ontstaan in 2003 als fusieclub tussen de voetbalafdeling van VfV Hildesheim en SV Borussia 06 Hildesheim. Het eerste elftal van de club speelt in de Oberliga Niedersachsen. De thuiswedstrijden vinden plaats in het Friedrich Ebert Stadion, waar bijna 10.000 toeschouwers een plek kunnen vinden.

## Geschiedenis
VfV Hildesheim ontstond in 1945 door een fusie van talloze clubs, waarvan de oudste in 1904 opgericht werd. Enkele van deze clubs, SpVgg 07 en HSV 07 speelden in de toenmalige hoogste klasse. Ook VfV Hildesheim speelde van 1958 tot aan de invoering van de Bundesliga in de hoogste klasse en werd zelfs derde in 1962/62.
Borussia 06 werd in 1906 opgericht. Voorganger RSV 06 speelde in de jaren twintig en dertig enkele seizoenen in de hoogste klasse.
VfV speelde in de Oberliga, terwijl Borussia was weggezakt naar de laagste klassen. Na één seizoen degradeerde de fusieclub. In 2008 promoveerde VfV weer, maar door de invoering van de 3. Liga bleef de club toch op hetzelfde niveau spelen ook al ging het een klasse hoger. In 2015 promoveerde de club naar de Regionalliga. In een promotie-driekamp met Bremer SV, 1-2 verlies won Hildesheim het tweede duel tegen TSV Schilksee in de laatste minuut met 3-2. Hildesheim speelde drie seizoenen in de Regionalliga Nord waarna het degradeerde naar de Oberliga Niedersachsen. In 2020 promoveerde de club opnieuw naar de Regionalliga.

## Eindklasseringen
| Seizoen | Competitie                    | Niveau | Eindstand | DFB Pokal | Opmerking                                                       |
| ------- | ----------------------------- | ------ | --------- | --------- | --------------------------------------------------------------- |
| 2003/04 | Oberliga Niedersachsen/Bremen | IV     | 15        | --        |                                                                 |
| 2004/05 | Niedersachsenliga-West        | V      | 7         | --        |                                                                 |
| 2005/06 | Niedersachsenliga-West        | V      | 5         | --        |                                                                 |
| 2006/07 | Niedersachsenliga-West        | V      | 6         | --        |                                                                 |
| 2007/08 | Niedersachsenliga-West        | V      | 6         | --        | Geplaatst voor de nieuwe Oberliga                               |
| 2008/09 | Oberliga Niedersachsen West   | V      | 13        | --        |                                                                 |
| 2009/10 | Oberliga Niedersachsen Ost    | V      | 8         | --        | Geplaatst voor de éénklassige Oberliga                          |
| 2010/11 | Oberliga Niedersachsen        | V      | 5         | --        |                                                                 |
| 2011/12 | Oberliga Niedersachsen        | V      | 12        | --        |                                                                 |
| 2012/13 | Oberliga Niedersachsen        | V      | 10        | --        |                                                                 |
| 2013/14 | Oberliga Niedersachsen        | V      | 6         | --        |                                                                 |
| 2014/15 | Oberliga Niedersachsen        | V      | 2         | --        | Promotie na driekamp met Bremer SV (1-2) en TSV Schilksee (3-2) |
| 2015/16 | Regionalliga Nord             | IV     | 10        | --        |                                                                 |
| 2016/17 | Regionalliga Nord             | IV     | 15        | --        |                                                                 |
| 2017/18 | Regionalliga Nord             | IV     | 16        | --        |                                                                 |
| 2018/19 | Oberliga Niedersachsen        | V      | 7         | --        |                                                                 |
| 2019/20 | Oberliga Niedersachsen        | V      | 1         | --        | competitie afgebroken i.v.m. coronapandemie                     |
| 2020/21 | Regionalliga Nord             | IV     | 7         | --        | Groep Zuid; competitie afgebroken i.v.m. coronapandemie         |
| 2021/22 | Regionalliga Nord             | IV     | 10        | --        | 3e Groep Zuid;                                                  |
| 2022/23 | Regionalliga Nord             | IV     | 17        | --        | Ligatopscorer: Moritz Göttel (24)                               |
| 2023/24 | Oberliga Niedersachsen        | V      | 5         | --        | Winnaar NFV Amateurcup > Atlas Delmenhorst (2012): 2-0          |
| 2024/25 | Oberliga Niedersachsen        | V      | 8         | 1e ronde  | > SV Elversberg: 0-7                                            |
| 2025/26 | Oberliga Niedersachsen        | V      | .         | --        |                                                                 |